# Russische supercup

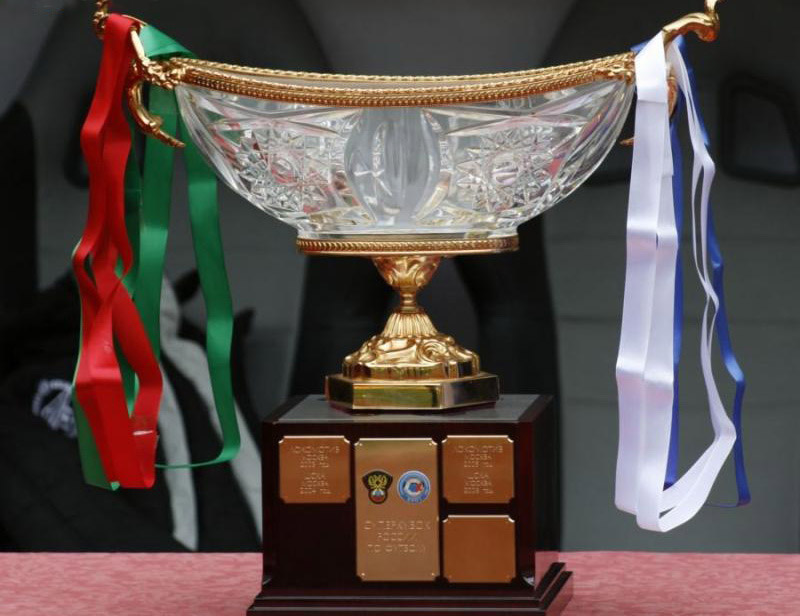
Russische supercup

De Russische supercup (Russisch: Суперкубок России по футболу; Soeperkoebok Rossii po foetboloe) is sinds 2003 een jaarlijkse voetbalwedstrijd tussen de landskampioen en de bekerwinnaar. Als een team beide titels heeft gewonnen, dan is de nummer twee van de Premjer-Liga de tegenstander. De wedstrijd wordt altijd aan het begin van het Russische voetbalseizoen gespeeld.

## Finales
De supercupwinnaar is telkens als eerste vermeld.
|              |                  |              |             |                                                                               |
| 8 maart 2003 | Lokomotiv Moskou | 1–1 ns (4-3) | CSKA Moskou | Lokomotivstadion, Moskou Toeschouwers: 15.000 Scheidsrechter: Ivanov (Moskou) |
| 8 maart 2003 | Pimenov 83'      |              | 20' Jarošík | Lokomotivstadion, Moskou Toeschouwers: 15.000 Scheidsrechter: Ivanov (Moskou) |

|              |                                                |           |                  |                                                                                         |
| 7 maart 2004 | CSKA Moskou                                    | 3–1 nv    | Spartak Moskou   | Lokomotivstadion, Moskou Toeschouwers: 18.000 Scheidsrechter: Jegorov (Nizjni Novgorod) |
| 7 maart 2004 | Semak 40' Daniel Carvalho 111' Kirisjenko 113' | (verslag) | 14' Kalinichenko | Lokomotivstadion, Moskou Toeschouwers: 18.000 Scheidsrechter: Jegorov (Nizjni Novgorod) |

|              |                  |     |              |                                                                                    |
| 6 maart 2005 | Lokomotiv Moskou | 1–0 | Terek Grozny | Lokomotivstadion, Moskou Toeschouwers: 9.000 Scheidsrechter: Pettay (Petrozavodsk) |
| 6 maart 2005 | Loskov 74' (pk)  |     |              | Lokomotivstadion, Moskou Toeschouwers: 9.000 Scheidsrechter: Pettay (Petrozavodsk) |

|               |                              |           |                      | |
| 11 maart 2006 | CSKA Moskou                  | 3–2       | Spartak Moskou       | Olympisch Stadion Loezjniki, Moskou toeschouwers: 43.000 Scheidsrechter: Jegorov (Nizjni Novgorod) |
| 11 maart 2006 | Zjirkov 42' Odiah 73' Jô 83' | (verslag) | 22' Titov 47' Mozart | Olympisch Stadion Loezjniki, Moskou toeschouwers: 43.000 Scheidsrechter: Jegorov (Nizjni Novgorod) |

|              |                                             |           |                            |                                                                                                |
| 3 maart 2007 | CSKA Moskou                                 | 4–2       | Spartak Moskou             | Olympisch Stadion Loezjniki, Moskou toeschouwers: 45.000 Scheidsrechter: Gvardis (Kaliningrad) |
| 3 maart 2007 | Vágner Love 1' Ignasjevitsj 51' Jô 63', 79' | (verslag) | 47' Bazjenov 61' Torbinski | Olympisch Stadion Loezjniki, Moskou toeschouwers: 45.000 Scheidsrechter: Gvardis (Kaliningrad) |

|              |                             |           |                  |                                                                                             |
| 9 maart 2008 | Zenit Sint-Petersburg       | 2–1       | Lokomotiv Moskou | Olympisch Stadion Loezjniki, Moskou Toeschouwers: 48.000 Scheidsrechter:: Baskakov (Moskou) |
| 9 maart 2008 | Arsjavin 34' Pogrebnjak 82' | (verslag) | 69' Rodolfo      | Olympisch Stadion Loezjniki, Moskou Toeschouwers: 48.000 Scheidsrechter:: Baskakov (Moskou) |

|              |                         |        |              |                                                                                                |
| 7 maart 2009 | CSKA Moskou             | 2–1 nv | Roebin Kazan | Olympisch Stadion Loezjniki, Moskou Toeschouwers: 15.000 Scheidsrechter: Soechina (Malakhovka) |
| 7 maart 2009 | Šemberas 43' Necid 113' |        | 62' Sjaronov | Olympisch Stadion Loezjniki, Moskou Toeschouwers: 15.000 Scheidsrechter: Soechina (Malakhovka) |

|              |               |     |             |                                                                                                |
| 7 maart 2010 | Roebin Kazan  | 1–0 | CSKA Moskou | Olympisch Stadion Loezjniki, Moskou Toeschouwers: 17.000 Scheidsrechter: Soechina (Malakhovka) |
| 7 maart 2010 | Boecharov 35' |     |             | Olympisch Stadion Loezjniki, Moskou Toeschouwers: 17.000 Scheidsrechter: Soechina (Malakhovka) |

|              |                       |     |             |                                                                                  |
| 6 maart 2011 | Zenit Sint-Petersburg | 1–0 | CSKA Moskou | Koebanstadion, Krasnodar Toeschouwers: 26.000 Scheidsrechter: Nikolajev (Moskou) |
| 6 maart 2011 | Ionov 73'             |     |             | Koebanstadion, Krasnodar Toeschouwers: 26.000 Scheidsrechter: Nikolajev (Moskou) |

|              |                           |     |                       |                                                                                  |
| 14 juli 2012 | Roebin Kazan              | 2–0 | Zenit Sint-Petersburg | Metalloergstadion, Samara Toeschouwers: 16.284 Scheidsrechter: Karasjov (Moskou) |
| 14 juli 2012 | Bocchetti 28' Dyadyun 38' |     |                       | Metalloergstadion, Samara Toeschouwers: 16.284 Scheidsrechter: Karasjov (Moskou) |

|              |                                 |     |                       |                                                                                  |
| 13 juli 2013 | CSKA Moskou                     | 3–0 | Zenit Sint-Petersburg | Olimp-2, Rostov aan de Don Toeschouwers: 15.500 Scheidsrechter: Egorov (Saransk) |
| 13 juli 2013 | Honda 16', 83' Ignasjevitsj 35' |     |                       | Olimp-2, Rostov aan de Don Toeschouwers: 15.500 Scheidsrechter: Egorov (Saransk) |

|              |                                     |     |           |                                                                                  |
| 26 juli 2014 | CSKA Moskou                         | 3–1 | FK Rostov | Koebanstadion, Krasnodar Toeschouwers: 13.150 Scheidsrechter: Nikolajev (Moskou) |
| 26 juli 2014 | Wernbloom 56' Tošić 75' Doumbia 80' |     | 37' Milić | Koebanstadion, Krasnodar Toeschouwers: 13.150 Scheidsrechter: Nikolajev (Moskou) |

|              |                       |              |                  |                                                                                    |
| 12 juli 2015 | Zenit Sint-Petersburg | 1–1 ns (4-2) | Lokomotiv Moskou | Petrovski, Sint-Petersburg Toeschouwers: 17.337 Scheidsrechter: Nikolajev (Moskou) |
| 12 juli 2015 | Smolnikov 84'         |              | 28' Niasse       | Petrovski, Sint-Petersburg Toeschouwers: 17.337 Scheidsrechter: Nikolajev (Moskou) |

|              |                       |     |             |                                                                                 |
| 23 juli 2016 | Zenit Sint-Petersburg | 1–0 | CSKA Moskou | Lokomotivstadion, Moskou Toeschouwers: 22.000 Scheidsrechter: Karasjov (Moskou) |
| 23 juli 2016 | Maurício 22'          |     |             | Lokomotivstadion, Moskou Toeschouwers: 22.000 Scheidsrechter: Karasjov (Moskou) |

|              |                          |        |                  |                                                                                            |
| 14 juli 2017 | Spartak Moskou           | 2–1 nv | Lokomotiv Moskou | Lokomotivstadion, Moskou Toeschouwers: 24.444 Scheidsrechter: Bezborodov (Sint-Petersburg) |
| 14 juli 2017 | Adriano 101' Promes 113' |        | 116' Fernandes   | Lokomotivstadion, Moskou Toeschouwers: 24.444 Scheidsrechter: Bezborodov (Sint-Petersburg) |

|              |               |        |                  | |
| 27 juli 2018 | CSKA Moskou   | 1–0 nv | Lokomotiv Moskou | Stadion Nizjni Novgorod, Nizjni Novgorod Toeschouwers: 43.319 Scheidsrechter: Bezborodov (Sint-Petersburg) |
| 27 juli 2018 | Khosonov 106' |        |                  | Stadion Nizjni Novgorod, Nizjni Novgorod Toeschouwers: 43.319 Scheidsrechter: Bezborodov (Sint-Petersburg) |

|             |                                |     |                       |                                                                                    |
| 6 juli 2019 | Lokomotiv Moskou               | 3–2 | Zenit Sint-Petersburg | VTB Arena, Moskou Toeschouwers: 21.382 Scheidsrechter: Lapochkin (Sint-Petersburg) |
| 6 juli 2019 | Smolov 6' Mirantsjoek 79', 81' |     | 45+2', 52' Azmoun     | VTB Arena, Moskou Toeschouwers: 21.382 Scheidsrechter: Lapochkin (Sint-Petersburg) |

|                 |                         |     |                  |                                                                                |
| 7 augustus 2020 | Zenit Sint-Petersburg   | 2–1 | Lokomotiv Moskou | VEB Arena, Moskou Toeschouwers: 5.942 Scheidsrechter: Vilkov (Nizjni Novgorod) |
| 7 augustus 2020 | Dzjoeba 14' Ozdojev 69' |     | 72' Ćorluka      | VEB Arena, Moskou Toeschouwers: 5.942 Scheidsrechter: Vilkov (Nizjni Novgorod) |

|              |                                       |     |                  |                                                                                          |
| 18 juli 2021 | Zenit Sint-Petersburg                 | 3–0 | Lokomotiv Moskou | Stadion Kaliningrad, Kaliningrad Toeschouwers: 16.388 Scheidsrechter: Koekoejan (Sotsji) |
| 18 juli 2021 | Koezjajev 27' Azmoun 57' Jerochin 83' |     |                  | Stadion Kaliningrad, Kaliningrad Toeschouwers: 16.388 Scheidsrechter: Koekoejan (Sotsji) |

|             |                                                    |     |                |                                                                                          |
| 9 juli 2022 | Zenit Sint-Petersburg                              | 4–0 | Spartak Moskou | Gazprom Arena, Sint-Petersburg Toeschouwers: 55.608 Scheidsrechter: Moskaljov (Voronezj) |
| 9 juli 2022 | Sergejev 29' Malcom 34' Wendel 47' Cassierra 90+3' |     |                | Gazprom Arena, Sint-Petersburg Toeschouwers: 55.608 Scheidsrechter: Moskaljov (Voronezj) |

|              |                       |              |             |                                                                             |
| 15 juli 2023 | Zenit Sint-Petersburg | 0–0 ns (5-4) | CSKA Moskou | Ak Bars Arena, Kazan Toeschouwers: 40.876 Scheidsrechter: Karasjov (Moskou) |
| 15 juli 2023 |                       |              |             | Ak Bars Arena, Kazan Toeschouwers: 40.876 Scheidsrechter: Karasjov (Moskou) |

|              |                                              |     |                         |                                                                                    |
| 13 juli 2024 | Zenit Sint-Petersburg                        | 4–2 | FK Krasnodar            | Volgograd Arena, Wolgograd Toeschouwers: 41,984 Scheidsrechter: Koekoejan (Sotsji) |
| 13 juli 2024 | Rodrigão 13' Wendel 33' Gloesjenkov 42', 68' |     | 65' Krivtsov 70' Smolov | Volgograd Arena, Wolgograd Toeschouwers: 41,984 Scheidsrechter: Koekoejan (Sotsji) |